# 연망간광

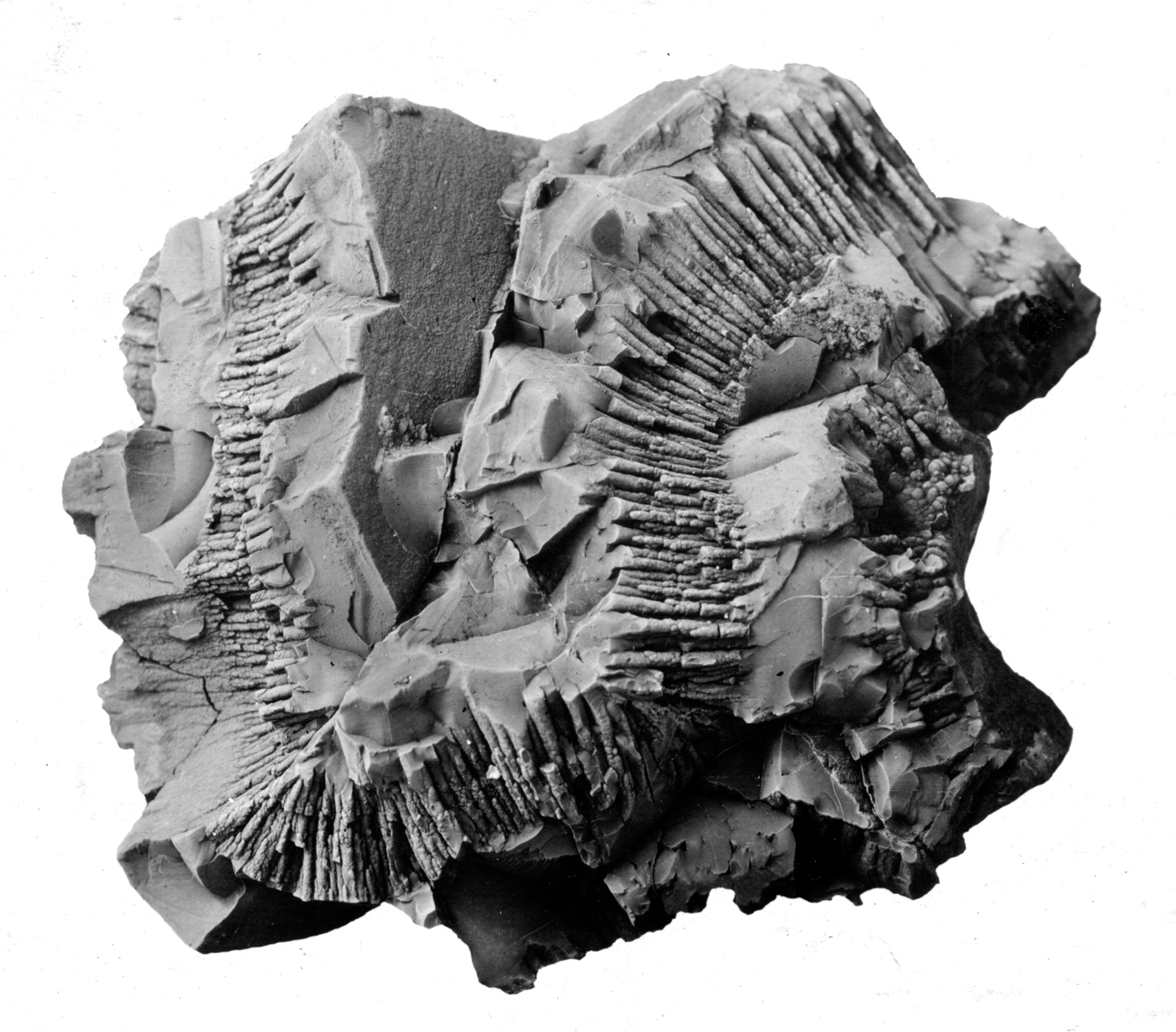

연망간광(Pyrolusite)은 본질적으로 이산화망간(MnO2)으로 구성된 광물이며 망간의 광석으로서 중요하다. 이는 흑색의 무정형으로 나타나는 광물이며, 종종 과립형, 섬유형 또는 원주형 구조를 가지며 때로는 신장형 껍질을 형성한다. 금속성 광택이 나고 검은색 또는 청검은색 줄무늬가 있으며 손가락을 쉽게 더럽힌다. 비중은 약 4.8이다. 이 물질의 영어 이름 'pyrolusite'는 유리에서 색조를 제거하는 방법으로 사용되는 것과 관련하여 불과 씻음을 뜻하는 그리스어에서 유래되었다.

## 발생
연망간광과 로마네차이트(romanechite)는 가장 흔한 망간 광물 중 하나이다. 연망간광은 열수 퇴적물의 산화 조건 하에서 망가나이트, 홀란다이트, 하우스만나이트, 브라운나이트, 황동석, 침철석 및 적철광과 연관되어 발생한다. 이는 습지에서도 발생하며 종종 망가나이트의 변질로 인해 발생한다.
 본 문서에는 현재 퍼블릭 도메인에 속한 브리태니커 백과사전 제11판의 내용을 기초로 작성된 내용이 포함되어 있습니다.